# Lin Feng
Lin Feng (čínsky pchin-jinem Lín Fēng, znaky 林枫; 30. září 1906 — 29. září 1977) byla čínský komunistický politik, místopředseda Všečínského shromáždění lidových zástupců (1959–1966) a ředitel ústřední stranické školy (1963–1966).

## Život

### Mládí, komunista v občanské válce a válce s Japonskem
Lin Feng, rodným jménem Čeng Jung-siao (čínsky pchin-jinem Zhèng Yǒngxiào, znaky 郑永孝) pocházel z okresu Wang-kchuej (v prefektuře Suej-chua v provincii Chej-lung-ťiang). Roku 1924 nastoupil na střední školu v Tchien-ťinu, zapojil se do studentského hnutí, roku 1927 vstoupil do Komunistické strany Číny. Po roce 1927 působil jako stranický aktivista v pekingském a tchienťinském regionu. Krátce pracoval jako asistent na střední škole v okrese Tung-chaj v provincii Ťiang-su, kde také organizoval protijaponskou propagandu. Roku 1929 byl přijat na fakultu inženýrství Pekingské univerzity. Získával prestiž uvnitř strany a koncem roku 1932 se stal tajemníkem pekingského výboru KS Číny, následující rok inspektorem chepejského provinčního výboru KS Číny. Roku 1935 se vrátil do Pekingu jako tajemník, od roku 1936 byl tajemníkem tchienťinského městského výboru KS Číny, působil i v severním byru ÚV KS Číny vedeném Liou Šao-čchim.
Po vypuknutí války s Japonskem roku 1937 odešel s orgány severního byra do Tchaj-jüanu, od listopadu 1937 vedl organizační oddělení byra. Během války působil v armádě a stranických orgánech v severní Šan-si a v regionu Ťin-suej (na pomezí provincií Šan-si a Suej-jüan), naposled jako komisař tamního vojenského regionu a zástupce tajemníka regionální stranické organizace.
Na VII. sjezdu KS Číny byl zvolen členem ústředního výboru (znovuzvolen na VIII. sjezdu roku 1956). Po roce 1945 byl přeložen na severovýchod do Mandžuska, kde působil jako vedoucí organizačního oddělení severovýchodního byra ÚV KS Číny, vedl stranickou organizaci a stranickou práci ve vojscích ve východním Mandžusku, zaujímal vysoké postavení v administrativě komunisty ovládaných území (předseda severovýchodního administrativního výboru v letech 1946–1949), od roku 1949 byl místopředsedou severovýchodní lidové vlády (do 1953), v níž měl na starosti otázky kontroly a práva.

### V Čínské lidové republice
Po vzniku Čínské lidové republiky na podzim 1949 se stal členem její Ústřední lidové vlády a celostátního výboru Čínského lidového politického poradního shromáždění (obojí do 1954) přičemž i nadále působil v Mandžusku, kde byl roku 1951 zástupcem tajemníka severovýchodního byra ÚV KS Číny (Kao Kanga), od roku 1952 jeho prvním zástupcem, od ledna 1953 i místopředsedou Severovýchodního administrativního výboru. V dubnu 1954 byl přeložen do Pekingu na místo zástupce generálního sekretáře ÚV KS Číny (Teng Siao-pchinga). V listopadu 1954 současně zaujal pozici vedoucího druhé kanceláře Státní rady.
Se svoláním parlamentu, Všečínského shromáždění lidových zástupců se stal členem jeho stálého výboru (od 1954) a později i místopředsedou (od 1959, znovuzvolen 1965). Zabýval se problematikou vzdělání a kultury. V lednu 1963 převzal vedení ústřední stranické školy jako její ředitel a tajemník stranické organizace školy.
Během kulturní revoluce byl pronásledován pro svůj úzký pracovní vztah s Pcheng Čenem (tajemník pekingského městského výboru KS Číny a místopředseda Všečínského shromáždění lidových zástupců) a napadán jako „kšeftař rodiny Lin“; roku 1966 byl zbaven všech svých funkcí a v letech 1968-1972 zatčen vězněn; zcela rehabilitován byl až po své smrti.
Zemřel v Pekingu 29. září 1977.

### Rodina
Jeho manželka Kuo Ming-čchiou se narodila v roce 1917. Do Komunistické strany Číny vstoupila v roce 1935, s Lin fengem se oženila roku 1936. Působila jako stranická aktivistka a funkcionářka, po vzniku Čínské lidové republiky pracovala v ženském hnutí (vedoucí oddělení propagandy svazu žen), ve stranickém školství a i na ministerstvu školství. Byla poslankyní Všečínského shromáždění lidových zástupců (zvolena 1954 a 1959) a Čínského lidového politického poradního shromáždění (zvolena 1959, 1978, 1983 a 1988). Zemřela v Pekingu 14. května 2001.
Manželé měli pět dcer a jednoho syna. Syn Lin Jen-č’ byl zástupcem tajemníka ťilinského provinčního výboru KS Číny a místopředsedou ťilinského provinčního výboru Čínského lidového politického poradního shromáždění. Jejich druhá dcera Lin Šuang-šuang si vzala syna Nguyễn Sơna, účastníka Dlouhého pochodu a generála čínské i vietnamské komunistické armády, jeho třetí dcera Lin Ken-keng si vzala syna generála Luo Žuej-čchinga.